# 车耀先
车耀先（1894年9月27日—1946年8月18日），四川大邑人，中国近代政治人物、中国共产党早期人物。
车耀先早年参加川军，并加入中国共产党。在成都期间从事餐饮经营，并设立努力餐。此外他还投身文字改革、创办期刊并推广世界语。1940年因卷入成都抢米事件而被军统逮捕，1946年被秘密處決。1957年，重庆市人民政府在歌乐山烈士陵园松林坡设立“罗世文、车耀先烈士墓”以纪念追悼。1986年、2003年，车耀先的老家成都市大邑县在静惠山公园修建、重塑了他的雕像，现有车耀先烈士塑像广场。

## 生平

### 早年生涯
1908年，车耀先在崇庆县“益盛荣”商号当学徒。1911年四川保路运动波及崇庆，经胡介人举荐，他参与了保路同志会活动。1912年，跟随胡介人到川军二师八团当兵。1918年，升任连长。1919年，因军功，陸軍總長靳雲鵬呈核四川督軍請獎王翥、車耀先二人加銜。1921年，车耀先在简阳美以美福音堂受洗，成为基督教徒。1924年，收容兵工厂旧部编为二十二师，开回成都驻防。1925年，参加四川内战，随军从温江、新津、邛州、峨眉直打到宜宾，任宜宾县城防司令。部队改由刘湘节制，改编为二十二师警卫二旅一团，车耀先任团长。1926年北伐战争爆发，同年12月川军刘湘部改编为国民革命军第二十一军，车耀先任四师十团团长兼国民党党代表，同时一批中共地下党员到其中做兵运工作，车耀先深受影响，开始接触中国共产党。1927年2月，“三·三一惨案”期间，中共重庆地委书记杨闇公等被处决，车耀先厌恶清党，愤而离开川军。1928年2月，车耀先以四川基督教代表身份到达上海参加“基督教东亚协会”，在会上他发言道：“基督教本是好的，可是他的光辉已为外国的大炮军舰所遮蔽了”。中国、朝鲜、日本代表提出的主张收回教权、教产意见，受到白人传教士反对而未能通过，车耀先愤而退出。此后他东渡日本东京、朝鲜等地访问。同年冬，车耀先返川后，与好友饶惠民、陶宗伯、马文卿等人在成都基督教教徒中開展統戰工作，成立了“中华基督教改进会”，主張“收回教权、教产，华人自主教会”。
1929年，车耀先加入了中国共产党。根据中共地下党指示，车耀先参加中共川西特委军委直属特别小组工作，并利用同乡关系进入刘文辉的二十四军军事学校，发展中共地下组织，参加策动1930年广汉暴动，并在成都基督教徒中从事统战工作。

### 兴办努力餐

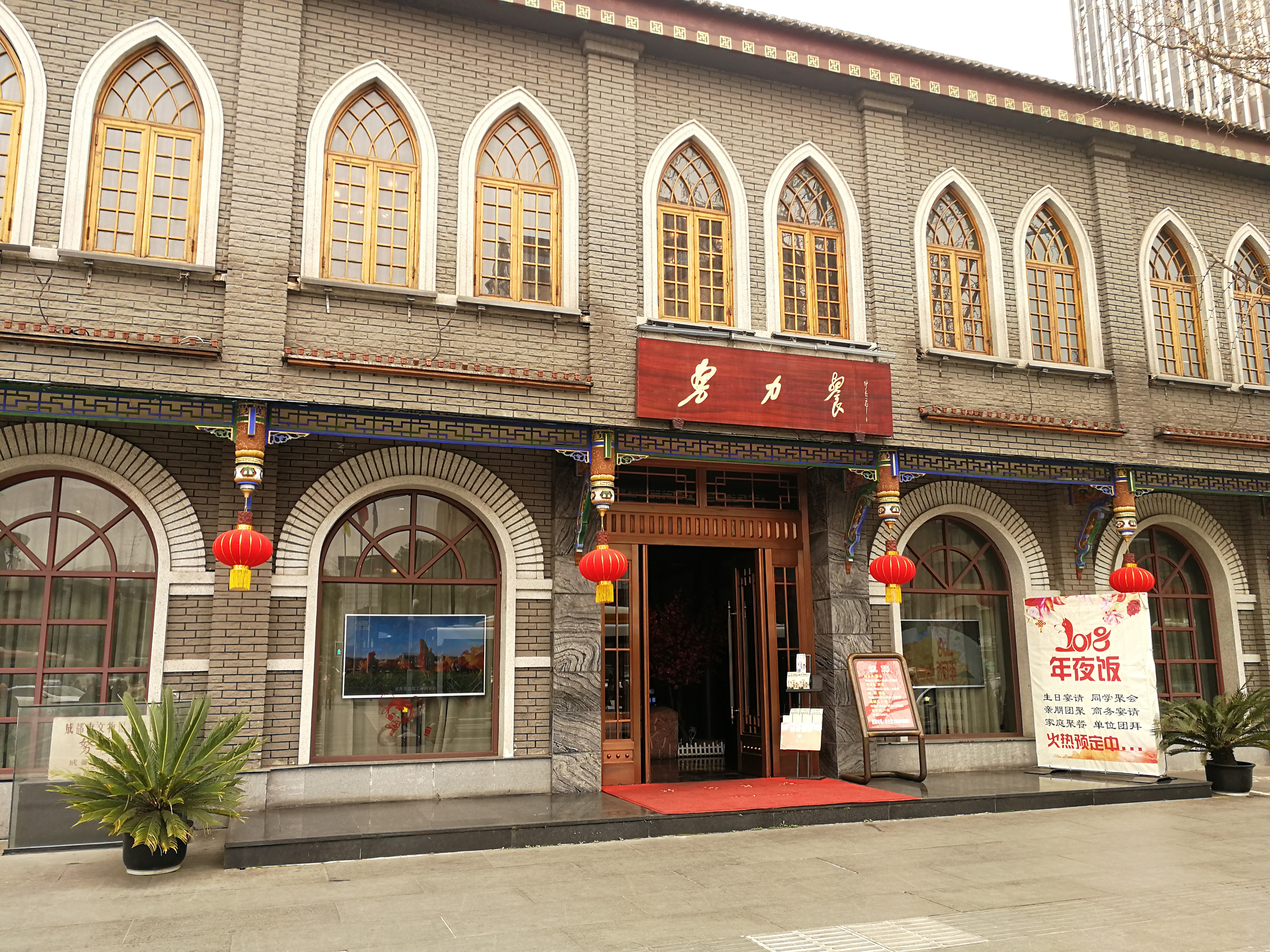
2018年的四川成都努力餐餐厅

期间，车耀先以自己平日喜爱烹饪之特长，先后以老板的身份在成都的牌坊巷开了“新的面店”，人民公园大门左侧开了“庶几饭店”，1929年又在三桥南街开了“努力餐”。为满足低收入的广大劳动者，“努力餐”专门设有低价的套菜、合菜、价廉物美的大包、大饺等。车耀先把餐馆命名为“努力餐”，意思是“为解决劳苦大众吃饭问题而努力不懈”。车耀先曾在餐馆楼上雅座的壁上写题词：“要解决吃饭问题，努力努力！”努力餐經營的大众蒸碗饭和大肉蒸饺在當時受到人力車伕、賣報的報童、学生，以及居於城中的贫民的歡迎。除此之外，與中國共產黨有關的人士只要報上「來一菜一湯」的暗號，餐廳就會爲他們提供免費飲食；它也成为成都走向延安的秘密中转站。

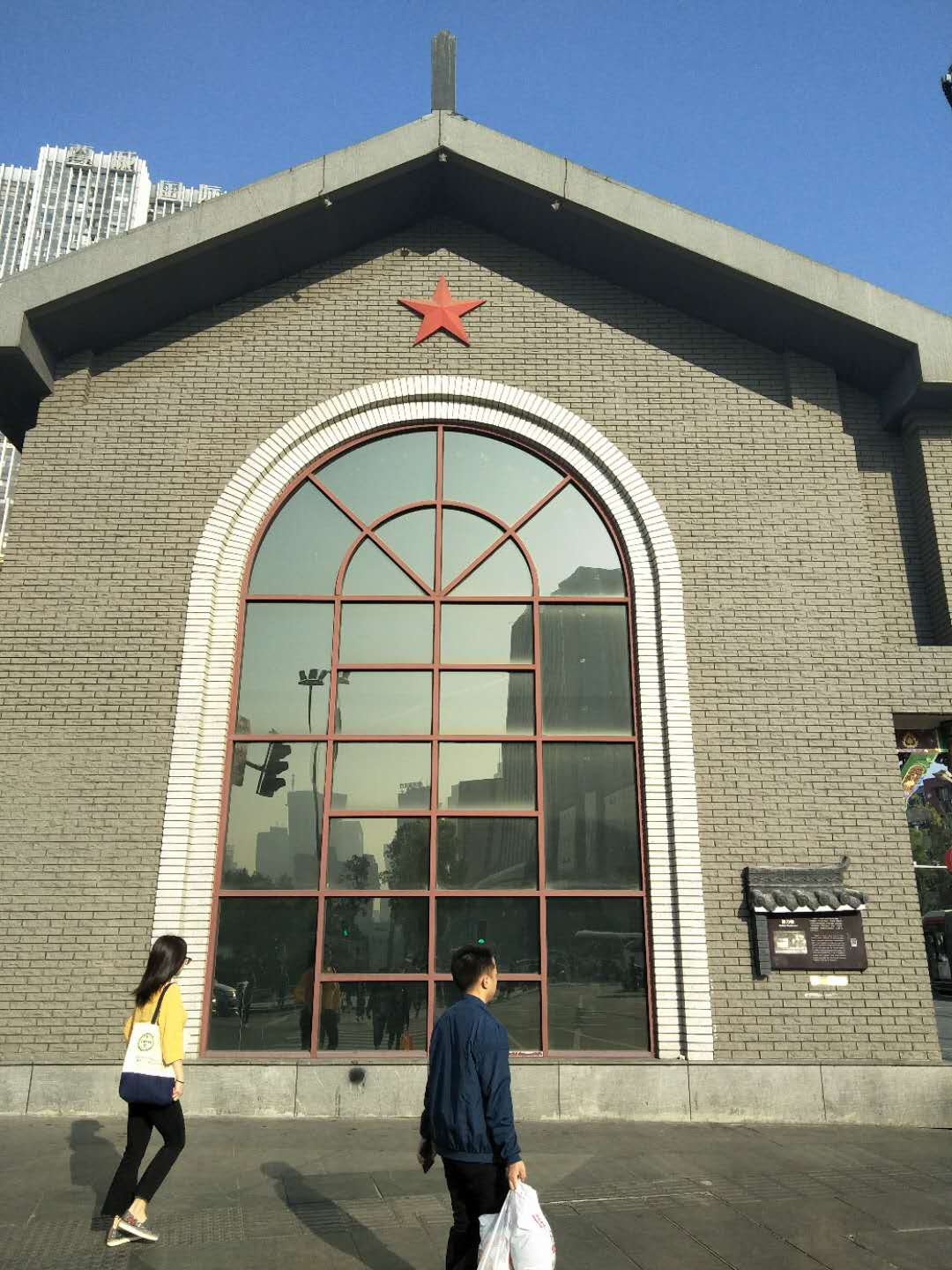
成都努力餐东侧，建筑上的红星标示了它的革命历史，房屋上的介绍牌简要描述了车耀先与努力餐的起源。

“努力餐”的知名度隨時間逐漸增長。除本地人外，逃難至蜀的外鄉人亦會光顧該店。车耀先在饭店经营期间还招收贫穷人家的青年子弟来店学徒，晚上关闭店门后，车耀先为其上文化课。车耀先凭借他川军中的声望和影响，联络川军内部和各方面的民主人士，宣传鼓励军人、青年学生和广大的民众参加民族斗争。1931年九一八事变后，他致力于抗日救亡活动。1932年，成都少城公园举行五·九国耻纪念会，遭到军警镇压，印刷工人邹泽滋（邹趣涛）被捕。车耀先以“基督教改进会”名义联络各团体组织“援邹大会”，准备发动大规模游行示威。三军军警联合处处长向传义准备逮捕，车耀先同乡刘文辉向其透露口风，由刘文辉的下属冷寅东师长派人护送到上海。半年后，车耀先返回成都，但是营救决心未变。同年11月，四川军阀在成都巷战，中共四川省委安排营救一大批地下党人的计划，车耀先通过24军与29军支部的联系，弄到29军通行证、军装、胸章、臂章，派出24军军支部中共党员傅舒霖排长等数人，化装成29军长官佯作奉命提人，护送到中共四川省委的联络点，邹泽滋、梅子乾、古长林、赵谦益等人获救。但不久中共四川省委遭到严重破坏，车耀先与中共地下党失去联系。
1933年，刘文辉任命车耀先为冷寅东师部上校、副官长、“互助中总社”秘书长、兼四川省卫戍司令部上校副官长。1934年，调任二十八军第二路军司令部，担任上校副官长。1935年国民革命军改编，他改任二师六旅十二团团长，驻防崇庆县元通场。不久调任上校参军，返回成都。

### 投身办报
1934年，在任四川省立成都师范学校和女师校“国音”教员期間，车耀先为“世界大同”的理想所感动，热心学习世界语，他每周到卢剑波的住所去上课，并力所能及地参加一些世界语活动，车耀先和卢剑波、张良卿结交，热衷于文字改革并一同创办了《语言》刊物，其为一本以宣传世界语、文字改革和推广汉语拼音文字的刊物。车耀先把他的餐馆作为刊物的大本营，宣传汉字改革，灌输抗日救国思想，帮助不少有志青年走上革命道路。1936年10月，車耀先以“注音符号促进会”的名义，与成都四十餘个社会团体发起组织“成都各界救亡联合会”。1937年1月，車耀先创办刊物《大声周刊》，並擔任社长兼主编，同時負責筹集经费和進行编辑工作；其他编辑还有胡绩伟、周海文、彭文龙、熊复、冯烈斯等人。4月，报刊遭查禁。5月改名《大生周刊》。7月9日，《大生周刊》改名《图存周刊》，继续在成都出版。7月下旬，《图存周刊》又被查禁。1937年10月，中共中央从延安派邹风平、廖志高、于江震等来四川。同年12月，中共四川省委正式重建成立，分批发展党员。11月《大声周刊》再次在成都复刊，复刊后的第二期，刊登了大量毛泽东、林祖涵、潘梓年等人的文章，因此于1938年8月13日被政府下令停刊。

### 被捕和处决

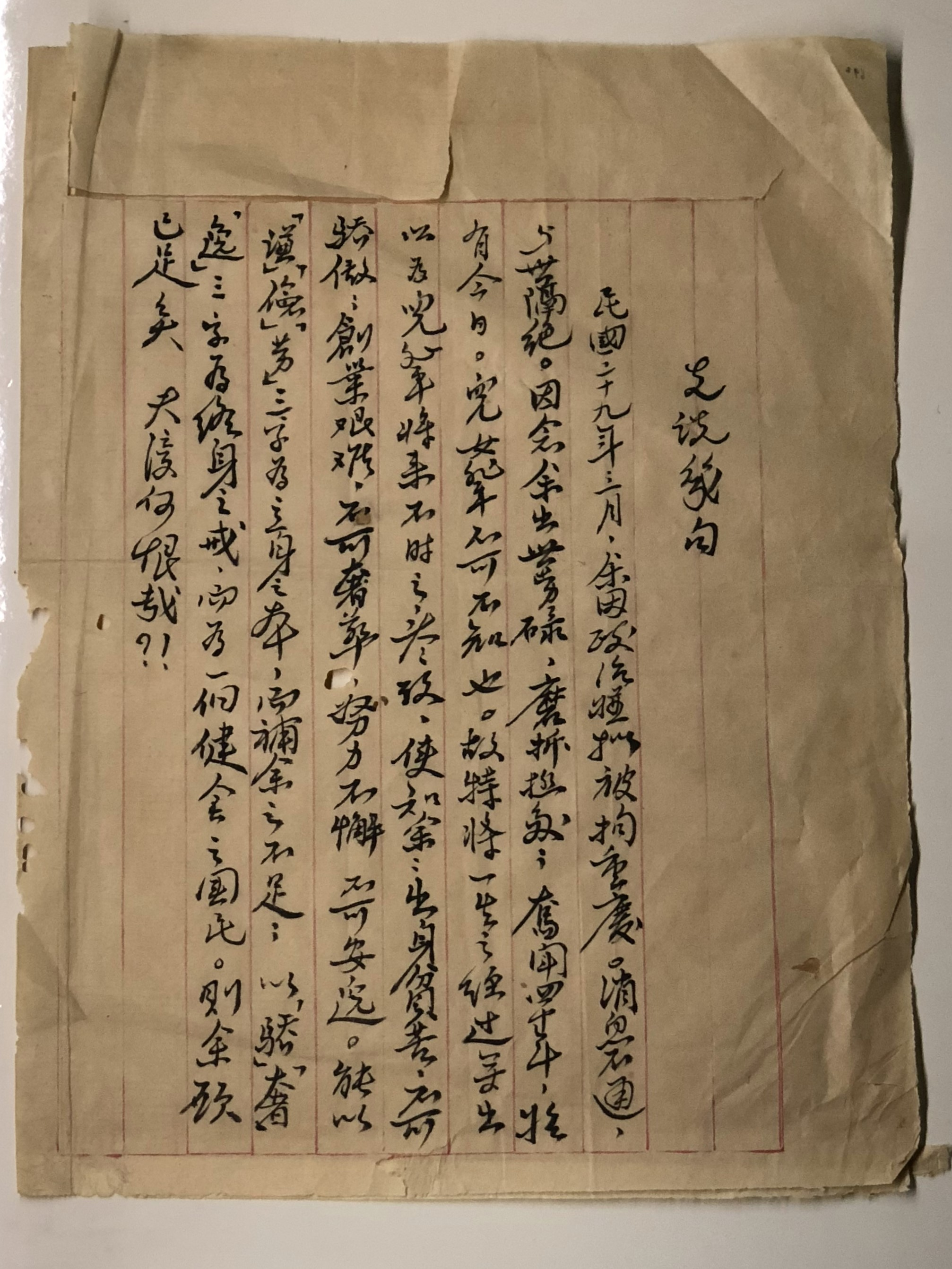
车耀先在狱中写的自传

1937年七七事变后，车耀先当选为“成都各界华北抗敌后援会”负责人。中国救国会七君子沈钧儒、邹韬奋、史良、李公朴、章乃器、王造时、沙千里出狱后抵达成都，车耀先特意在努力餐店二楼设宴。次天沈钧儒陪同邓颖超与车耀先会面。同年12月，中共四川省工委成立，车耀先经中共中央批准恢复党组织关系，与工委书记罗世文单线联系。1938年4月，他发起成立中苏文化协会成都分会，进行抗日统战工作。其中包括中华文艺界抗战协会成都分会欢迎冯玉祥到成都，也在努力餐店举行。1940年3月，成都发生“抢米事件”，随后国民政府宣称中共地下党策划饥民抢米。中共川康特委认为局势严峻，布置一些地下党员撤退转移，但仍有一些坚持留守。3月18日（一说16日深夜），车耀先在努力餐饭馆被军统逮捕。戴笠亲赴成都，用军用专机把罗世文、车耀先、郭秉彝、汪导予送去重庆，先关在望龙门特五团看守所，后转押到白公馆监狱。半年后，二人转押到息烽集中营。在狱中，车耀先参与组织建立了狱中党支部。
1941年3月，周养浩接替何子桢任息烽集中营主任，提出“监狱学校化”之“狱政革新”。罗世文经黄显声出面交涉，得到监狱当局同意“犯人有读书看报”等权利。经支部协商，由车耀先去管理图书室。车耀先在整理书中发现有一些毛泽东的书籍，他并将此类共产主义类书重新用纸包装封面，以通俗小说名称后上架；之后他和监狱方交涉，订阅一些报刊，包括《华西晚报》、《民主报》、《北方文化》等。车耀先受“狱中秘密支部”安排，将图书馆办成中共秘密联络点和了解外边时局的窗口。车耀先在获得消息后，将新消息与动向等写成字条，夹在线装书夹层中传递其他中共关押人员，或者通过宋振中（“小萝卜头”）、孙达孟等传递消息给徐林侠或张露萍。1946年7月，國民政府军统关闭息烽集中营，他与罗世文、黄显声、许晓轩等七十二人由贵州息烽转往重庆渣滓洞。
1945年国共谈判期间，毛泽东、周恩来提出释放叶挺、廖承志、罗世文、车耀先等人的要求，国民政府则称罗世文、车耀先已被枪决。1946年8月，张严佛接到由蒋介石批准的保密局局长郑介民、副局长毛人凤签署的密电，饬将关押在白公馆的罗世文、车耀先两人秘密制裁，并将尸体处理干净，摄影具报。接到密电后，张严佛召集军统重庆结束办事处秘书丁敏之、司法组长郭文翰及保管组长侯桢祥、警卫组长庞世科四人。决定在歌乐山松林坡戴笠原住所下面的坪场，由杨丘山、杨进兴、徐贵林三人具体执行。8月18日下午2点，囚车抵达地点，车耀先和罗世文下车后察觉到大难临头，高喊两声“共产党万岁”后被军统枪决，然后各摄一单人照片，最后尸体被浇上汽油火化。车耀先时年52岁。事后丁敏之、郭文翰将拍摄的照片拿给张严佛，并备文报告给郑介民和毛人凤。

## 后世及纪念
西南战役后，中国人民解放军攻占重庆，1949年12月15日，重庆市举行了“悼念红岩死难烈士大会”；但各方调查都无法确定罗世文、车耀先的下落。公安机关开始从调查白公馆、息烽监狱的变迁人手，缩小寻觅范围。据西南公安部第四处工作人员刘丕光介绍，他在白公馆看守所被关期间，未见过罗世文、车耀先。据白公馆看守所法官周铁生供述，他确没有审问过罗世文、车耀先。因此中共初步调查判明：罗世文、车耀先应在1946年8月前后被殺。

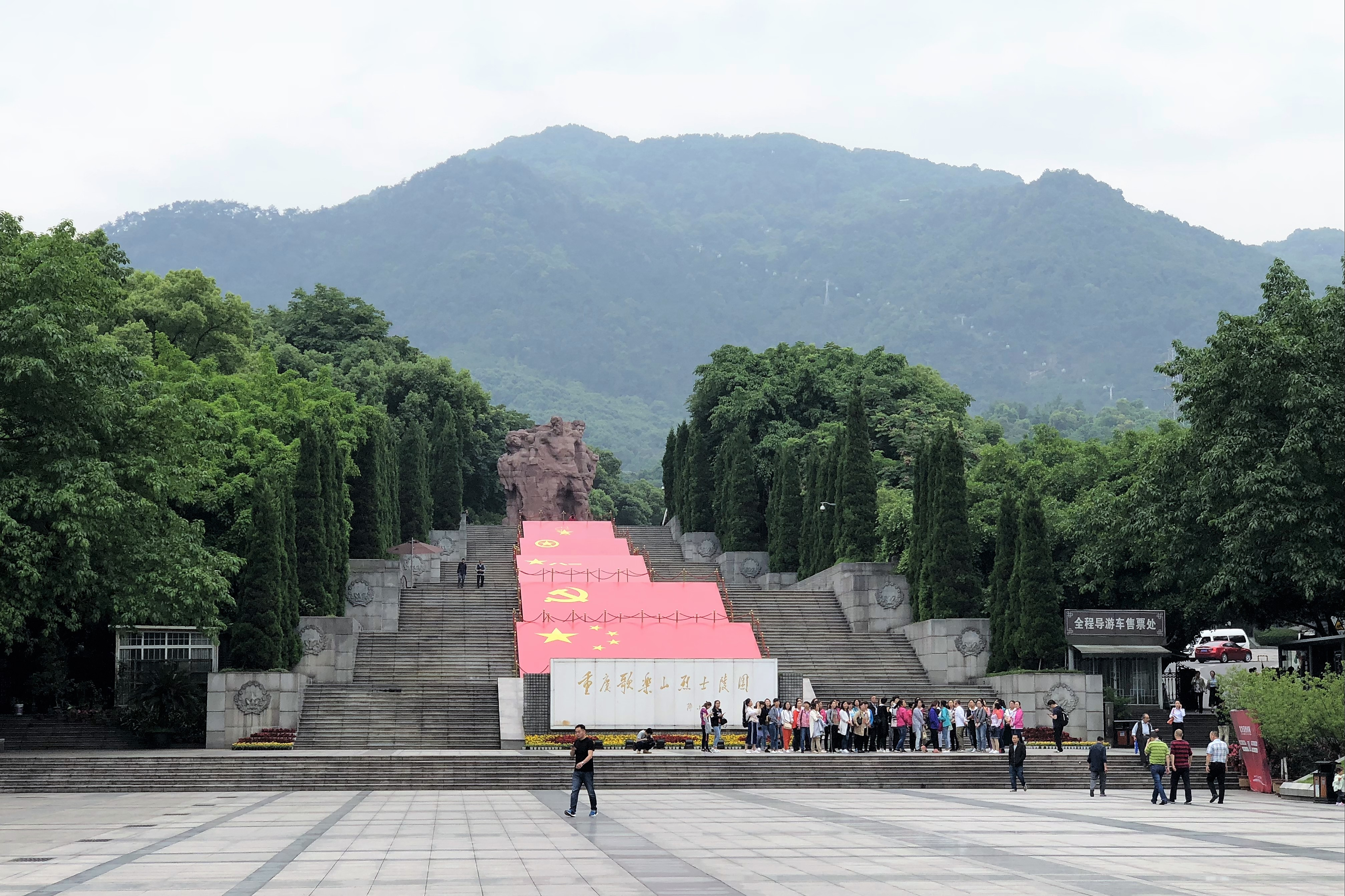
车耀先葬于重庆歌乐山烈士陵园

1950年9月24日，原白公馆看守所长张少云从贵阳被押解到西南公安部嘉陵大队时，在众多军统人员参加的“坦白会”上，讲述了罗世文、车耀先被殺經過。1955年6月17日上午9时20分，重庆市公安局“追残组”吴国成、申俊章等四位侦察员，在南充县青居场六区公所内，设计逮捕杨进兴。18日上午，重庆市公安局副局长程诚设定预审杨进兴的方案，并经过7个小时审讯，杨进兴承认了杀死罗世文、车耀先和杨虎城、宋绮云两家的具体经过。而另外两名参与者，杨丘山已于1951年2月27日在雅安县被枪决；徐贵林于1950年6月18日被枪决。
1955年7月31日，预审员押着杨进兴到松林坡戴笠停车房后的松林，经杨进兴协助，挖出罗世文、车耀先尸骨和两瓶水壶。在法医确认后，1957年3月，重庆市人民政府在重庆歌乐山烈士陵园松林坡修墓安葬两人。时任中华人民共和国国务院总理的周恩来因国事活动途经重庆留宿，应中共重庆市委组织部请求，亲笔题词“罗世文、车耀先两同志之墓”。

## 家庭
车耀先家庭贫寒，早年家人曾定亲后因家道中败而被终止婚约。车耀先在益盛荣商店当学徒时，认识临街的杂货店黄三姑娘，在参加完护国战争后，他向对方求婚，两人在1918年结婚。车耀先主张夫妻平等，女子应有自己姓名，因此替妻子取名为黄体先，并支持妻子解除裹脚，并送她到妇女学习班学习文化。车耀先被捕后，黄体先仍继续支撑努力餐的经营。1946年，黄体先收到车耀先在軍統集中营转来的《四川军事史》与自传手稿。中华人民共和国成立后，她将草稿转交给四川省博物馆保存。1950年2月，在得知丈夫在重庆被杀后，黄体先身体一蹶不振患上食道癌，1954年去世。两人一共有三个女儿、两个儿子：
- 长女车崇英，从事西南军区空军部队家属工作[50]；
- 二女车毅英，担任四川省妇联主任、中共四川省委委员、全国妇联常委[50]；
- 三女车时英，担任北京石油化工科学研究院副院长[50]；
- 长子车伯英，在成都西城区工作[50]；
- 次子车仲英，成都科技大学教授[50]。